# Kakuma
Kakuma – miasto w Kenii, w hrabstwie Turkana. Liczy 23 tys. mieszkańców. 